# VIC 96
Le VIC 96 faisait partie de la 2e série de VIC 80ft (en anglais : Victualling Inshore Craft), un navire d'avitaillement côtier et portuaire dessiné sur le cargo de type Clyde puffer (en). Il est désormais exposé à Maryport Harbour d'Allerdale.

Ce bâtiment est inscrit au registre du National Historic Ships  depuis 1996 et il est aussi l'un des nombreux bateaux de la National Historic Fleet.

## Histoire
VIC 96 a été construit par Richard Dunston à Thorne en 1945 pour l'Amirauté britannique. Basé à Sheerness, il naviguait entre Sheerness et Harwich au service du chantier naval.  

Le 11 avril 1949, elle fut rebaptisée C668. En 1956, il a subi une rénovation à Lowestoft, puis a continué son service à Sheerness jusqu'en 1959 quand le chantier naval a fermé.  Le VIC 96 a ensuite été transféré à Chatham.
En 1960, il a été impliqué dans une collision avec le SS Durango et a été réparé par Harland & Wolff de Londres. En 1972, renvoyé  Chatham, il est mis au rebut. Il a été gardé dans divers docks de Londres mais a subi des détériorations.  

En 1981, le navire a été acheté pour devenir l'un des navires à vapeur du Mayport Maritime Museum de Maryport Docks. En 1986, il a été racheté par le conseil de district d'Allerdale avec le tugboat Flying Buzzard. Les navires ont été mis en vente en 1995 et au début de 1996, les navires ont été transférés à une œuvre de bienfaisance, la VIC 96 Trust qui continue leur entretien. Il a été restauré entièrement entre 2004 et 2009.